# Tour Down Under 2025
Die Tour Down Under 2025 war die 25. Austragung des australischen Etappenrennens. Sie fand vom 21. bis zum 26. Januar 2025 im Rahmen von sechs Etappen statt. Die Rundfahrt ist Teil der UCI WorldTour 2025.
Den Gesamtsieg sicherte sich der Ecuadorianer Jhonatan Narváez (UAE Team Emirates-XRG), der sich mit neun Sekunden vor Javier Romo (Movistar Team) und zwölf Sekunden vor Finn Fisher-Black (Red Bull-Bora-hansgrohe) durchsetzte. Mit drei Etappensiegen sicherte sich der Australier Sam Welsford (Red Bull-Bora-hansgrohe) die Punktewertung, während sein Landsmann Fergus Browning im Trikot der australischen Nationalmannschaft die Bergwertung gewann. Die Nachwuchswertung ging an den 18-jährigen Dänen Albert Philipsen, der sich mit dem Lidl-TrekTeam auch in der Mannschaftswertung durchsetzte.
Am 18. Januar fand mit dem Villawood Men’s Classic ein Kriterium statt, dass zwar Teil der Veranstaltung war, jedoch nicht in die Wertung der Rundfahrt einfließt. dem Die Women’s Tour Down Under 2025 fand vom 17. bis 19. Januar statt.

## Streckenführung
Insgesamt mussten die Fahrer auf den sechs Etappen 819,96 Kilometer zurücklegen. Die Abschnitte führten primer durch hügliges Terrain, wobei die 5. Etappe mit einer kleinen Bergankunft am Willunga Hill (375 m) endete. Wie bei den vorangegangenen Austragungen fand die Rundfahrt um Adelaide im Bundesstaat South Australia statt. Bereits zum Auftakt führte die Strecke in die Adelaide Hills, ehe der zweite Abschnitt im nördlichen Barossa Valley abgehalten wurde. Die dritte Etappe führte erneut durch das nahegelegene Gebirge, wobei die letzte Steigung des Tages erst wenige Kilometer vor dem Ziel überquert wurde. Tags drauf ging es auf hügligem Terrain ins südliche Victor Harbor, das sich auf der Fleurieu-Halbinsel befand. Nach der Bergankunft am Willunga Hill, endete die Rundfahrt mit einem flachen Rundkurs im Zentrum von Adelaide. Mit einer Höhe von rund 700 Metern stellte der Mount Lofty die höchste Erhebung des Etappenrennens dar.
| Etappe         | Datum               | Strecke                      | Typ                 | km    |
| -------------- | ------------------- | ---------------------------- | ------------------- | ----- |
| 1              | Di, 21. Januar 2025 | Prospect – Gumeracha         | Mittelgebirgsetappe | 150,7 |
| 2              | Mi, 22. Januar 2025 | Tanunda – Tanunda            | Mittelgebirgsetappe | 128,8 |
| 3              | Do, 23. Januar 2025 | Norwood – Uraidla            | Mittelgebirgsetappe | 147,5 |
| 4              | Fr, 24. Januar 2025 | Glenelg – Victor Harbor      | Mittelgebirgsetappe | 157,2 |
| 5              | Sa, 25. Januar 2025 | McLaren Vale – Willunga Hill | Mittelgebirgsetappe | 145,7 |
| 6              | So, 26. Januar 2025 | Adelaide – Adelaide          | Flachetappe         | 90    |
| Gesamtdistanz: | Gesamtdistanz:      | Gesamtdistanz:               | Gesamtdistanz:      | 819,9 |

## Reglement
Im Rahmen der 25. Auflage wurden Trikots für die Gesamtwertung (Orange), Punktwertung (Blau), Bergwertung (Grün mit weißen Punkten) und Nachwuchswertung (Weiß) vergeben.
Die Punktewertung setzte sich aus den Zielankünften und den Zwischensprints zusammen. Pro Etappe wurden zwei Zwischensprints ausgetragen, die im Kampf um das blaue Trikot von Bedeutung waren. Während den Etappen gab es die Möglichkeit, Zeitbonifikationen zu gewinnen, um sich in der Gesamtwertung zu verbessern. Die Vergabe der Sekunden sowie der Punkte für die Punkte- und Bergwertung wird in der folgenden Tabelle erklärt.
|                 |                | 1. | 2. | 3. | 4. | 5. | 6. | 7. | 8. | 9. | 10. | 11. | 12. | 13. | 14. | 15. | Platz    |
| Punktewertung   | Zielankunft    | 30 | 25 | 22 | 19 | 17 | 15 | 13 | 11 | 9  | 7   | 5   | 4   | 3   | 2   | 1   | Punkte   |
| Punktewertung   | Zwischensprint | 3  | 2  | 1  |    |    |    |    |    |    |     |     |     |     |     |     | Punkte   |
| Bergwertung     | 1. Kategorie   | 10 | 6  | 4  | 2  | 1  |    |    |    |    |     |     |     |     |     |     | Punkte   |
| Bergwertung     | 2. Kategorie   | 7  | 5  | 3  | 1  |    |    |    |    |    |     |     |     |     |     |     | Punkte   |
| Bergwertung     | 3. Kategorie   | 3  | 2  | 1  |    |    |    |    |    |    |     |     |     |     |     |     | Punkte   |
| Bonussekununden | Zielankunft    | 10 | 6  | 4  |    |    |    |    |    |    |     |     |     |     |     |     | Sekunden |
| Bonussekununden | Zwischensprint | 3  | 2  | 1  |    |    |    |    |    |    |     |     |     |     |     |     | Sekunden |

## Teilnehmende Mannschaften und Fahrer
Neben den 18 UCI WorldTeams gingen auch ein UCI ProTeam und eine nationale Auswahl Australiens bei der Rundfahrt an den Start. Für jede Mannschaft waren sieben Fahrer startberechtigt. Mit Manlio Moro (Movistar Team) und Miles Scotson (Arkéa-B&B Hotels) gingen zwei Fahrer nicht an den Start der ersten Etappe.
Mit dem Briten Stephen Williams (Israel-Premier Tech) startete der Gesamtsieger des vergangenen Jahres bei der Rundfahrt. Als weitere Mitfavoriten im Kampf um den Rundfahrtsieg galten zudem: Jay Vine, Jhonatan Narváez, Marc Soler (alle UAE Team Emirates-XRG), Lucas Plapp, Mauro Schmid (beide Team Jayco AlUla), Oscar Onley (Team Picknick PostNL), Michael Woods, George Bennett (beide Israel-Premier Tech), Finn Fisher-Black (Red Bull-Bora-hansgrohe), Lucas Hamilton, Magnus Sheffield (beide Ineos Grenadiers), Sergio Higuita (XDS Astana Team), Esteban Chaves (EF Education-EasyPost) und Ion Izagirre (Cofidis). Weitere interessante Fahrer waren der Brite Geraint Thomas (Ineos Grenadiers), der die Tour de France im Jahr 2018 gewann, sowie die Nachwuchsfahrer Pablo Torres (UAE Team Emirates-XRG), Albert Philipsen (Lidl-Trek) und Tijmen Graat (Team Visma-Lease a Bike), die ihr UCI-WorldTour-Debüt gaben.
Auf den flacheren Etappen zählten in erster Linie Sam Welsford, Laurence Pithie (beide Red Bull-Bora-hansgrohe), Phil Bauhaus (Bahrain Victorious), Bryan Coquard (Cofidis), Tobias Lund Andresen (Team Picknick PostNL), Aaron Gate (XDS Astana Team) und der 22-jährige Tim Torn Teutenberg (Lidl-Trek) als mögliche Etappensieger.
| UCI WorldTeams | UCI WorldTeams                  | UCI WorldTeams | UCI WorldTeams          | UCI WorldTeams | UCI WorldTeams          | UCI ProTeams | UCI ProTeams        | Nationalteams | Nationalteams |
| -------------- | ------------------------------- | -------------- | ----------------------- | -------------- | ----------------------- | ------------ | ------------------- | ------------- | ------------- |
| ADC            | Alpecin-Deceuninck              | IGD            | Ineos Grenadiers        | DFP            | Team Picnic PostNL      | IPT          | Israel-Premier Tech | AUS           | Australien    |
| ARK            | Arkéa-B&B Hotels                | GFC            | Intermarché-Wanty       | TVL            | Team Visma-Lease a Bike |              |                     |               |               |
| TBV            | Bahrain Victorious              | LTK            | Lidl-Trek               | UAD            | UAE Team Emirates-XRG   |              |                     |               |               |
| COF            | Cofidis                         | MOV            | Movistar Team           | XAT            | XDS Astana Team         |              |                     |               |               |
| DAT            | Decathlon AG2R La Mondiale Team | RBH            | Red Bull-Bora-hansgrohe |                |                         |              |                     |               |               |
| EFE            | EF Education-EasyPost           | SOQ            | Soudal Quick-Step       |                |                         |              |                     |               |               |
| GFC            | Groupama-FDJ                    | JAY            | Team Jayco AlUla        |                |                         |              |                     |               |               |

## Rennverlauf und Ergebnisse
Die 1. Etappe endete in einem Massensprint, den der Australier Sam Welsford (Red Bull-Bora-hansgrohe) vor Matthew Brennan (Visma-Lease a Bike) und Matthew Walls (Groupama-FDJ) für sich entschied. Beim zweiten Zwischensprint sicherte sich Jhonatan Narváez (UAE Team Emirates-XRG) eine Bonussekunde. Geraint Thomas (Ineos Grenadiers) verlor bereits am ersten Etappentag dreieinhalb Minuten und erreichte das Ziel auf dem letzten Platz.
Trotz eines Sturzes zu Beginn der 2. Etappe feierte Sam Welsford seinen zweiten Tagessieg und baute seinen Vorsprung in der Gesamtwertung auf 14 Sekunden aus. Hinter dem Australier belegten Arne Marit (Intermarché-Wanty) und Bryan Coquard (Cofidis) die weiteren Plätze. Dylan van Baarle (Visma-Lease a Bike) nahm die Etappe aufgrund einer Schlüsselbeinbruchs nicht in Angriff.
Auf der 3. Etappe kam es erstmals zu größeren Zeitabständen. Nachdem sich im Schlussanstieg des Knotts Hill rund 20 Fahrer an der Spitze des Rennens behaupten konnten und der gesamtführende Sam Welsford distanziert worden war, kam es auf den letzten 5,6 welligen Kilometern immer wieder zu Angriffen kam. 4,8 Kilometer vor dem Ziel konnte sich der Spanier Javier Romo (Movistar Team) als Solist absetzen, ehe er die Etappe mit einem Vorsprung von fünf Sekunden gewann. Dahinter folgten Jhonatan Narváez und Finn Fisher-Black (Red Bull-Bora-hansgrohe), die sich im Ziel die verbliebenen Zeitbonifikationen sicherten. In der Gesamtwertung lag Javier Romo nun acht Sekunden vor Jhonatan Narváez und zehn Sekunden vor dem Österreicher Patrick Konrad (Lidl-Trek), der sich auf der 2. Etappe fünf Bonussekunden gesichert hatte. Finn Fisher-Black holte beim ersten Zwischensprint ebenfalls eine Bonussekunde und lag zeitgleich auf dem vierten Gesamtrang. Der Vorjahressieger Stephen Williams (Israel-Premier Tech) erreichte das Ziel nicht in der ersten Gruppe und wies bereits einen Rückstand von 35 Sekunden auf. Insgesamt lagen noch 18 Fahrer innerhalb von 15 Sekunden.
Die 4. Etappe endete im Sprint aus dem dezimierten Hauptfeld, wobei sich Bryan Coquard vor Phil Bauhaus (Bahrain Victorious) und Jhonatan Narváez durchsetzte. Javier Romo verteidigte das Führungstrikot, lag aufgrund der Zeitbonifikationen jedoch nur noch vier Sekunden vor Jhonatan Narváez. Mauro Schmid (Jayco AlUla) und William Junior Lecerf (Soudal Quick-Step) sicherten sich Bonussekunden bei den Zwischensprints, wobei sie im Gesamtklassement auf den Rängen 18 und 21 bereits 25 bzw. 32 Sekunden zurücklagen.
Auf der 5. Etappe kam es zur Vorentscheidung im Gesamtklassement. In der ersten Auffahrt des Willunga Hill setzten sich mit Chris Harper und Mauro Schmid zwei Fahrer des Team Jayco AlUla vom Hauptfeld ab. Die beiden fuhren einen Vorsprung von rund 30 Sekunden heraus, ehe sie am Fuße der Schlusssteigung eingeholt wurden. Unterdessen hatte sich das Hauptfeld in der Anfahrt zum Willunga Hill in mehrere kleine Gruppen geteilt. Bereits am Fuß des Schlussanstiegs griff der gesamtführende Javier Romo an und fuhr einen Vorsprung von wenigen Sekunden heraus, ehe Lucas Plapp dahinter das Tempo verschärfte. Jhonatan Narváez und Oscar Onley (Picnic PostNL) folgten dem Australier, ehe das Trio auf dem letzten Kilometer zu Javier Romo aufschloss. 150 Meter vor dem Ziel eröffnete Jhonatan Narváez den Sprint und setzte sich schlussendlich vor Oscar Onley und Finn Fisher-Black durch, der die Lücke zu der Spitze auf den letzten Metern schließen konnte. Mit einem Rückstand von drei Sekunden folgten Lucas Plapp und Javier Romo, der die Gesamtführung aufgrund der Zeitbonifikationen abgeben musste. Vor dem letzten Etappentag lag Jhonatan Narváez nun neun Sekunden vor dem Spanier. Dahinter folgte Finn Fisher-Black als Gesamtdritter mit einem Rückstand von zwölf Sekunden.
Die abschließende 6. Etappe endete mit einem Massensprint, den der Australier Sam Welsford vor Bryan Coquard und Phil Bauhaus gewann. In der Gesamtwertung führte der flache Rundkurs von Adelaide zu keinen nennenswerten Veränderungen, womit Jhonathan Narváez nach seinem zweiten Rang im Vorjahr erstmals die Gesamtwertung der Tour Down Under gewann.

### Etappe 1: Prospect – Gumeracha (150,7km)
Die erste Etappe führte vom Stadtteil Prospect in die Adelaide Hills und endete nach einem hügligen Rundkurs in Gumeracha. Auf den ersten Kilometern ging es durch das Stadtgebiet von Adelaide in Richtung Nordosten, ehe die Straße auf der Gorge Road zu steigen begann und zum Kangaroo Creek Reservoir (263 m) führte. Hier wurde nach 11,2 Kilometern eine Bergwertung der 2. Kategorie abgenommen, die sich Fergus Browning (Australien) vor seinen Fluchtkollegen Zac Marriage (Australien) und Bastien Tronchon (Decathlon AG2R La Mondiale Team) sicherte. Im Hauptfeld holte Martin Tjøtta (Arkéa-B&B Hotels) den verbliebenen Punkt. Die Fahrer erreichten nun ein Plateau und gelangten über die Gorge Road ins nördliche Kersbrook. Nach 40,9 Kilometern wurde im nahegelegenen Williamstown der erste Zwischensprint ausgefahren. Bastien Tronchon holte vor Zac Marriage und Fergus Browning die meisten Bonussekunden, ehe er sich ins Peloton zurückfallen ließ. Über die Warren Road und den Mount Crawford Forest ging es schließlich ins südliche Gumeracha, wo nach 64,3 Kilometern die erste Zielpassage erfolgte. Nun erreichten die Fahrer den finalen Rundkurs, der 43,2 Kilometer lang war und zweimal befahren werden musste. Zunächst ging es ins westliche Cudlee Creek, wo die Straße auf der Cudlee Creek Road zu steigen begann und über den Berry Hill Climb (484 m) nach Lobethal führte. Der Berry Hill Climb wurde bei den Kilometermarken 77,9 und 121,1 überquert und galt als Bergwertung der 2. Kategorie. Bei beiden Überquerungen holte Fergus Browning vor Zac Marriage die meisten Punkte, ehe sich in der ersten Runde auch Finn Fisher-Black und Ben Zwiehoff (beide Red Bull-Bora-hansgrohe) und in der zweiten Runde Marc Soler und Paul Ourselin (beide Cofidis) in die Sonderwertung eintrugen. Im Finale führte die Strecke über Charleston, Mount Torrens und Birdwood zurück zum Zielort Gumeracha. Die Straße verlief dabei meist leicht abschüssig, wobei vor Mount Torrens eine kurze nicht-kategorisierte Steigung absolviert werden musste. Der zweite Zwischensprint wurde auf der ersten Runde bei Kilometer 100,5 in Birdwood ausgefahren. Hinter Zac Marriage und Fergus Browning sicherte sich Jhonatan Narváez (UAE Team Emirates-XRG) eine Bonussekunde. Nach einem Sturz auf den letzten drei Kilometern endete die Etappe in einem Massensprint, wobei sich der Zielstrich in Gumeracha auf der B10 neben dem Gumeracha Oval befand.
| Platz | Fahrer              | Nation | Team                    | Zeit                   |
| ----- | ------------------- | ------ | ----------------------- | ---------------------- |
| 01.   | Sam Welsford        | AUS    | Red Bull-Bora-hansgrohe | 3:26:38 h (43,75 km/h) |
| 02.   | Matthew Brennan     | GBR    | Team Visma-Lease a Bike | "                      |
| 03.   | Matthew Walls       | GBR    | Groupama-FDJ            | "                      |
| 04.   | Tim Torn Teutenberg | GER    | Lidl-Trek               | "                      |
| 05.   | Ben Swift           | GBR    | Ineos Grenadiers        | "                      |
| 06.   | Simon Dehairs       | BEL    | Alpecin-Deceuninck      | "                      |
| 07.   | Corbin Strong       | NZL    | Israel-Premier Tech     | "                      |
| 08.   | Rui Oliveira        | POR    | UAE Team Emirates-XRG   | "                      |
| 09.   | Phil Bauhaus        | GER    | Bahrain Victorious      | "                      |
| 10.   | Jacopo Mosca        | ITA    | Lidl-Trek               | "                      |

| Platz | Fahrer              | Nation | Team                            | Zeit       |
| ----- | ------------------- | ------ | ------------------------------- | ---------- |
| 01.   | Sam Welsford        | AUS    | Red Bull-Bora-hansgrohe         | 3:26:28 h  |
| 02.   | Matthew Brennan     | GBR    | Team Visma-Lease a Bike         | + 0:04 min |
| 03.   | Zac Marriage        | AUS    | Australien (Nationalteam)       | + 0:05 min |
| 04.   | Matthew Walls       | GBR    | Groupama-FDJ                    | + 0:06 min |
| 05.   | Bastien Tronchon    | FRA    | Decathlon AG2R La Mondiale Team | + 0:07 min |
| 06.   | Fergus Browning     | AUS    | Australien (Nationalteam)       | "          |
| 07.   | Jhonatan Narváez    | ECU    | UAE Team Emirates-XRG           | + 0:09 min |
| 08.   | Tim Torn Teutenberg | GER    | Lidl-Trek                       | + 0:10 min |
| 09.   | Ben Swift           | GBR    | Ineos Grenadiers                | "          |
| 10.   | Simon Dehairs       | BEL    | Alpecin-Deceuninck              | "          |

### Etappe 2: Tanunda – Tanunda (128,8km)
Die zweite Etappe wurde auf einem Rundkurs mit Start und Ziel in Tanunda ausgetragen. Die Streckenführung im Barossa Valley wurde bereits zum Auftakt des Vorjahres genutzt, wobei der Abschnitt nun gegen den Uhrzeigersinn befahren wurde. Der 49,3 Kilometer lange Rundkurs musste zunächst zweimal absolviert werden, ehe er bei der dritten Befahrung leicht verkürzt zum Zielstrich führte. Bereits nach acht Kilometern wurde die erste Bergwertung der 1. Kategorie auf dem Menglers Hill (494 m) ausgefahren, der sich östlich von Tanunda befand. Die Auffahrt erfolgte dabei von Vine Vale über die Menglers Hill Road, die auf einer Länge von 2,7 Kilometern eine durchschnittliche Steigung von 6,9 % aufwies. Die meisten Punkte sicherten sich Fergus Browning (Australien), Patrick Konrad (Lidl-Trek) und Georg Zimmermann (Intermarché-Wanty), die sich in der frühen Rennphase absetzten. Dahinter punkteten Noa Isidore (Decathlon AG2R La Mondiale) und Filip Maciejuk (Red Bull-Bora-hansgrohe) aus dem Hauptfeld. Nach einem kurzen Flachstück folgte eine längere, flache Abfahrt nach Angaston, ehe es über Nuriootpa ins westliche Greenock ging. Hier erfolgten Zwischensprints bei den Kilometermarken 31,2 und 80,5. Die Zeitbonifikationen gingen beide Male an die Ausreißergruppe, wobei sich einmal Patrick Konrad und einmal Georg Zimmermann die meisten Zeitbonifikationen sicherten. Fergus Browning holte bei beiden Zwischensprint als Dritter jeweils eine Bonussekunde. Im Anschluss ging es auf flachen Straßen zurück nach Tanunda. In der zweiten Runde wurde der Menglers Hill bei Kilometer 57,3 überquert. Fergus Browning baute als Erster seine Führung in der Bergwertung aus, ehe ihm Georg Zimmermann, Patrick Konrad, Ben Zwiehoff und Danny van Poppel (beide Red Bull-Bora-hansgrohe) auf den weiteren Plätzen folgten. Nachdem die drei Ausreißer eingeholt worden waren, wurde die dritte Bergwertung auf dem Menglers Hill in der dritten Runde 22,1 Kilometer vor dem Ziel erreicht wird. Diesmal setzte sich Javier Romo (Movistar) vor Chris Harper (Jayco AlUla), Corbin Strong (Israel-Premier Tech), Michał Kwiatkowski (Ineos Grenadiers) und Bjoern Koerdt (Picnic PostNL) durch. In der anschließenden Abfahrt nach Angaston kam es zu zahlreichen Angriffen, wobei sich kein Fahrer entscheidend lösen konnte. Über Nuriootpa ging es nun direkt nach Tanunda, wo es auf der B19 zum Massensprint kam. Der Zielstrich befand sich auf der Höhe des Tanunda Oval.
| Platz | Fahrer               | Nation | Team                    | Zeit                   |
| ----- | -------------------- | ------ | ----------------------- | ---------------------- |
| 01.   | Sam Welsford         | AUS    | Red Bull-Bora-hansgrohe | 3:01:22 h (42,61 km/h) |
| 02.   | Arne Marit           | BEL    | Intermarché-Wanty       | + 0:14 min             |
| 03.   | Bryan Coquard        | FRA    | Cofidis                 | "                      |
| 04.   | Tim Torn Teutenberg  | GER    | Lidl-Trek               | "                      |
| 05.   | Tobias Lund Andresen | DEN    | Team Picnic PostNL      | "                      |
| 06.   | Henri Uhlig          | GER    | Alpecin-Deceuninck      | "                      |
| 07.   | Samuel Watson        | GBR    | Ineos Grenadiers        | "                      |
| 08.   | Corbin Strong        | NZL    | Israel-Premier Tech     | "                      |
| 09.   | Alexis Renard        | FRA    | Cofidis                 | "                      |
| 10.   | Matthew Walls        | GBR    | Groupama-FDJ            | "                      |

| Platz | Fahrer           | Nation | Team                            | Zeit       |
| ----- | ---------------- | ------ | ------------------------------- | ---------- |
| 01.   | Sam Welsford     | AUS    | Red Bull-Bora-hansgrohe         | 6:27:40 h  |
| 02.   | Arne Marit       | BEL    | Intermarché-Wanty               | + 0:14 min |
| 03.   | Matthew Brennan  | GBR    | Team Visma-Lease a Bike         | "          |
| 04.   | Patrick Konrad   | AUT    | Lidl-Trek                       | + 0:15 min |
| 05.   | Georg Zimmermann | GER    | Intermarché-Wanty               | "          |
| 06.   | Zac Marriage     | AUS    | Australien (Nationalteam)       | "          |
| 07.   | Fergus Browning  | AUS    | Australien (Nationalteam)       | "          |
| 08.   | Matthew Walls    | GBR    | Groupama-FDJ                    | + 0:16 min |
| 09.   | Bryan Coquard    | FRA    | Cofidis                         | "          |
| 10.   | Bastien Tronchon | FRA    | Decathlon AG2R La Mondiale Team | + 0:17 min |

### Etappe 3: Norwood – Uraidla (147,5km)
Die dritte Etappe führte vom Stadtteil Norwood in die Adelaide Hills, ehe sich das Ziel unweit einer kurzen Steigung in Uraidla befand. Unmittelbar nach dem Start begann die Straße zu steigen und führte für zehn Kilometer im Schnitt mit 5 % über die Norton Summit Road zur ersten Bergwertung. Diese wurde in Norton Summit (573 m) abgenommen und als Anstieg der 1. Kategorie klassifiziert, wobei sich Fergus Browning (Australien) die meisten Punkte vor Ben Swift (Ineos Grenadiers), Julius Johansen (UAE Team Emirates-XRG) und Geoffrey Bouchard (Decathlon AG2R La Mondiale) sicherte. Im Anschluss flachte die Straße jedoch nicht ab, sondern führte über Ashton auf den Mount Lofty, der mit einer Höhe von rund 700 Metern den höchsten Punkt der Rundfahrt darstellte. Hier wurde jedoch keine Bergwertung abgenommen. Nach rund 20 ansteigenden Kilometern ging es nun abschüssig über Stirling nach Mylor, ehe der Onkaparinga River überquert wurde und die Streckenführung nachhaltig abflachte. In Echunga wurde nach 39,1 Kilometern der erste Zwischensprint ausgefahren, wobei sich die beiden Ausreißer Fergus Browning und Geoffrey Bouchard vor Simon Clarke (Israel-Premier Tech) die meisten Zeitbonifikationen sicherten. Über Macclesfield, Mount Barker und Hahndorf ging es im Anschluss nach Balhannah, wo die Fahrer nach rund 90 Kilometern den finalen Rundkurs erreichten. Dieser musste zweieinhalb Mal absolviert werden. Die Straße führte dabei zunächst leicht ansteigend nach Lenswood und Forest Range, ehe die Lobethal Road (B27) für rund drei Kilometer abschüssig verlief. Nun bogen die Fahrer rechts auf die schmalere Hunters Road ab und folgten dieser zur Knotts Hill Road, die für 2,6 Kilometer im Schnitt mit 7,5 % anstieg. An der Kreuzung mit der Marble Hill Road wurde unter dem Namen Knotts Hill (541 m) eine Bergwertung der 2. Kategorie abgenommen. In der ersten Runde wurde die Bergwertung bei KIiometer 106,7 passiert, ehe sie in der zweiten Runde erst 5,6 Kilometer vor dem Ziel überquert wurde. Bei der ersten Überquerung holte Fergus Browning erneut die meisten Punkte und baute seinen Vorsprung in der Sonderwertung weiter aus. Im Finale passierte Remy Rochas die Kuppe vor Jhonatan Narváez, Javier Romo (Movistar Team), Finn Fisher-Black (Red Bull-Bora-hansgrohe) und Oscar Onley (Picnic PostNL). Die letzten Kilometer führten wellig über Ashton und Summertown nach Uraidla, wobei die Straße bis kurz vor dem Zielstrich teils abschüssig verlief. Hier setzte sich der spätere Etappensieger Javier Romo als Solist ab. Bei der ersten Zieldurchfahrt wurde auf der Greenhill Road der zweite Zwischensprint ausgefahren, bei dem sich Finn Fisher-Black hinter Geoffrey Bouchard und Fergus Browning eine Bonussekunde sicherte.
| Platz | Fahrer            | Nation | Team                            | Zeit                   |
| ----- | ----------------- | ------ | ------------------------------- | ---------------------- |
| 01.   | Javier Romo       | ESP    | Movistar Team                   | 3:46:01 h (39,15 km/h) |
| 02.   | Jhonatan Narváez  | ECU    | UAE Team Emirates-XRG           | + 0:05 min             |
| 03.   | Finn Fisher-Black | NZL    | Red Bull-Bora-hansgrohe         | "                      |
| 04.   | Albert Philipsen  | DEN    | Lidl-Trek                       | "                      |
| 05.   | Thomas Gloag      | GBR    | Team Visma-Lease a Bike         | "                      |
| 06.   | Patrick Konrad    | AUT    | Lidl-Trek                       | "                      |
| 07.   | Andrea Bagioli    | ITA    | Lidl-Trek                       | "                      |
| 08.   | Bastien Tronchon  | FRA    | Decathlon AG2R La Mondiale Team | "                      |
| 09.   | Rémy Rochas       | FRA    | Groupama-FDJ                    | "                      |
| 10.   | Magnus Sheffield  | USA    | Ineos Grenadiers                | "                      |

| Platz | Fahrer            | Nation | Team                            | Zeit       |
| ----- | ----------------- | ------ | ------------------------------- | ---------- |
| 01.   | Javier Romo       | ESP    | Movistar Team                   | 10:13:51 h |
| 02.   | Jhonatan Narváez  | ECU    | UAE Team Emirates-XRG           | + 0:08 min |
| 03.   | Patrick Konrad    | AUT    | Lidl-Trek                       | + 0:10 min |
| 04.   | Finn Fisher-Black | NZL    | Red Bull-Bora-hansgrohe         | "          |
| 05.   | Bastien Tronchon  | FRA    | Decathlon AG2R La Mondiale Team | + 0:12 min |
| 06.   | Magnus Sheffield  | USA    | Ineos Grenadiers                | + 0:15 min |
| 07.   | Albert Philipsen  | DEN    | Lidl-Trek                       | "          |
| 08.   | Jay Vine          | AUS    | UAE Team Emirates-XRG           | "          |
| 09.   | Chris Harper      | AUS    | Team Jayco AlUla                | "          |
| 10.   | Andrea Bagioli    | ITA    | Lidl-Trek                       | "          |

### Etappe 4: Glenelg – Victor Harbor (157,2km)
Die vierte Etappe startete im Stadtteil Glenelg und führte entlang der Küste des Gulf Saint Vincent nach Victor Harbor, das sich südlich von Adelaide auf der Fleurieu-Halbinsel befand. Unmittelbar nach dem offiziellen Start begann die Straße auf dem Ocean Boulevard (A15) zu steigen und führte im Anschluss weiter in Richtung Süden. Mit Mauro Schmid (Jayco AlUla), William Junior Lecerf (Soudal Quick-Step), Ide Schelling (XDS Astana), Giosuè Epis (Arkéa-B&B Hotels) und Taco van der Hoorn (Intermarché-Wanty) bildete sich in der frühen Rennphase eine fünf Fahrer umfassende Ausreißergruppe In Aldinga Beach sicherte sich Mauro Schmid vor William Junior Lecerf und Giosuè Epis die meisten Zwischensprint beim Snapper Point, wo nach 34,4 Kilometern der erste Zwischensprint ausgefahren wurde. Im Anschluss ging es bei Sellicks Beach in deutlich anspruchsvolleres Terrain. Auf der B23 begann die Straße nun anzusteigen und führte dabei südlich Richtung Myponga. Kurz vor der Ortschaft bogen die Fahrer jedoch rechts auf die Reservoir Road ab, die deutlich steilere Steigungsprozente aufwies, jedoch zu keiner Bergwertung führte. Nachdem eine maximale Höhe von rund 350 Metern erreicht worden war, ging es großteils bergab nach Carrickalinga, wobei das Myponga Reservoir passiert wurde. Nach Normanville wurde in Yankalilla der zweite Zwischensprint bei Kilometer 70,9 ausgefahren. Hier setzte sich erneut Mauro Schmid durch, der in der Gesamtwertung nun nur noch einen Rückstand von 25 Sekunden aufwies. Die weiteren Zeitbonifikationen gingen an Giosuè Epis und William Junior Lecerf. Als es landeinwärts zum Parawa Hill (357 m) ging, ließ sich William Junior Lecerf vom Peloton einholen. Mauro Schmid führte bei Kilometer 86,4 über die Bergwertung der 2. Kategorie, ehe es auf der Range Road (B37) bergab in Richtung Osten ging. Nach einer kurzen Gegensteigung auf der Waitpinga Road, erreichten die Fahrer den Zielort Victor Harbor, wobei sie dem Inman River erneut ins Landesinnere folgten. Auf der Sawpit Road wurde eine erste kurze Steigung befahren, ehe die Nettle Hill Road auf einer Länge von 1,9 Kilometern mit 8,1 % anstieg. 21,3 Kilometer vor dem Ziel wurde auf dem Nettle Hill (221 m) eine Bergwertung der 1. Kategorie abgenommen, ehe es auf der abfallenden Hindmarsh Tiers Road in Richtung Küste ging. Mauro Schmid sicherte sich auch die letzte Sonderwertung des Tages, ehe er als Letzter Fahrer 13 Kilometer vor dem Ziel eingeholt wurde. Im Finale wurde eine Gegensteigung auf der Hutchinson Road absolviert, ehe es in Victor Harbor auf der Esplanade zum Sprint dem dezimierten Hauptfeld kam. Obwohl Fergus Browning (Australien) keine Punkte im Kampf um die Bergwertung holte, stand er rein rechnerisch als Sieger der Sonderwertung fest.
| Platz | Fahrer               | Nation | Team                            | Zeit                   |
| ----- | -------------------- | ------ | ------------------------------- | ---------------------- |
| 01.   | Bryan Coquard        | FRA    | Cofidis                         | 3:55:15 h (40,09 km/h) |
| 02.   | Phil Bauhaus         | GER    | Bahrain Victorious              | "                      |
| 03.   | Jhonatan Narváez     | ECU    | UAE Team Em"                    |                        |
| 04.   | Liam Walsh           | AUS    | Australien (Nationalteam)       | "                      |
| 05.   | Samuel Watson        | GBR    | Ineos Grenadiers                | "                      |
| 06.   | Tobias Lund Andresen | DEN    | Team Picnic PostNL              | "                      |
| 07.   | Corbin Strong        | NZL    | Israel-Premier Tech             | "                      |
| 08.   | Tim Torn Teutenberg  | GER    | Lidl-Trek                       | "                      |
| 09.   | Henri Uhlig          | GER    | Alpecin-Deceuninck              | "                      |
| 10.   | Dorian Godon         | FRA    | Decathlon AG2R La Mondiale Team | "                      |

| Platz | Fahrer            | Nation | Team                            | Zeit       |
| ----- | ----------------- | ------ | ------------------------------- | ---------- |
| 01.   | Javier Romo       | ESP    | Movistar Team                   | 14:09:06 h |
| 02.   | Jhonatan Narváez  | ECU    | UAE Team Emirates-XRG           | + 0:08 min |
| 03.   | Patrick Konrad    | AUT    | Lidl-Trek                       | + 0:10 min |
| 04.   | Finn Fisher-Black | NZL    | Red Bull-Bora-hansgrohe         | "          |
| 05.   | Bastien Tronchon  | FRA    | Decathlon AG2R La Mondiale Team | + 0:12 min |
| 06.   | Magnus Sheffield  | USA    | Ineos Grenadiers                | + 0:15 min |
| 07.   | Albert Philipsen  | DEN    | Lidl-Trek                       | "          |
| 08.   | Jay Vine          | AUS    | UAE Team Emirates-XRG           | "          |
| 09.   | Rémy Rochas       | FRA    | Groupama-FDJ                    | "          |
| 10.   | Chris Harper      | AUS    | Team Jayco AlUla                | "          |

### Etappe 5: McLaren Vale – Willunga Hill (145,7km)
Die fünfte Etappe wurde in McLaren Vale gestartet und endete mit der einzigen Bergankunft der Rundfahrt auf dem Willunga Hill. Nach dem Start führte die Strecke zunächst in Richtung Norden, ehe sie entlang des Onkaparinga River in Richtung Nordosten verlief. Mit Pablo Torres (UAE Team Emirates-XRG), Juan Pedro López (Lidl-Trek), Ben Swift (Ineos Grenadiers), Pascal Eenkhoorn (Soudal Quick-Step), Oliver Bleddyn (Australien) und Michael Hepburn (Jayco AlUla) setzten sich rasch sechs Fahrer vom Hauptfeld ab. Kurz vor Kangarilla drehte die Fahrtrichtung gen Süden und die Fahrer erreichten die Wickham Hill Road, die über zwei Kehren auf den Wickham Hill (400 m) führte. Hier sicherte sich Juan Pedro López nach 21,5 Kilometern vor Pablo Torres eine Bergwertung der 1. Kategorie, ehe sich die beiden vom Peloton einholen ließen. Auf dem Plateau der Range Road ging es nun zum Zielstrich, ehe die Abfahrt auf der Old Willunga Hill Road erfolgte, die später als Schlussanstieg diente. In Willunga erreichten die Fahrer einen 40,8 Kilometer langen Rundkurs, der zweimal absolviert werden musste. Dieser führte zunächst an die Küste, wo in Aldinga Beach beim Snapper Point jeweils ein Zwischensprint bei den Kilometern 56,1 und 96,6 ausgefahren wurde. Die meisten Zeitbonifikationen sicherten sich dabei Pascal Eenkhoorn und Ben Swift, wobei beide keine Rolle im Gesamtklassement spielten. Im Anschluss führte der flache Rundkurs über den Startort McLaren Vale zurück nach Willunga. Rund 25 Kilometer vor dem Ziel erfolgte die erste Auffahrt auf den Willunga Hill (375 m), wo bei Kilometer 123 eine Bergwertung der 1. Kategorie abgenommen wurde. Mauro Schmid (Jayco AlUla) führte vor seinem Teamkollegen Chris Harper über die Kuppe, nachdem sich das Duo vom Hauptfeld abgesetzt hatte und die frühe Ausreißergruppe eingeholt worden war. Im Anschluss wurde das Plateau der Range Road in Richtung Norden befahren, wobei die Fahrer bereits nach 6,8 Kilometern auf die abschüssige Pottery Road abbogen. Nach der Abfahrt ging es auf der Main Road zurück nach Willunga, ehe der Schlussanstieg zum Ziel erfolgte. Die Old Willunga Hill Road wies dabei auf einer Länge von drei Kilometern eine durchschnittliche Steigung von 7,4 % auf. Nachdem die Ausreißer von dem stark dezimierten Hauptfeld eingeholt worden waren, gingen im Anstieg kleinere Lücken auf, ehe das Ziel nach einer scharfen Linkskurve auf der Brookman Road erreicht wurde.
| Platz | Fahrer            | Nation | Team                            | Zeit                   |
| ----- | ----------------- | ------ | ------------------------------- | ---------------------- |
| 01.   | Jhonatan Narváez  | ECU    | UAE Team Emirates-XRG           | 3:17:02 h (44,36 km/h) |
| 02.   | Oscar Onley       | GBR    | Team Picnic PostNL              | "                      |
| 03.   | Finn Fisher-Black | NZL    | Red Bull-Bora-hansgrohe         | "                      |
| 04.   | Lucas Plapp       | AUS    | Team Jayco AlUla                | + 0:03 min             |
| 05.   | Javier Romo       | ESP    | Movistar Team                   | "                      |
| 06.   | Michael Woods     | CAN    | Israel-Premier Tech             | + 0:06 min             |
| 07.   | Thomas Gloag      | GBR    | Team Visma-Lease a Bike         | "                      |
| 08.   | Magnus Sheffield  | USA    | Ineos Grenadiers                | "                      |
| 09.   | Bastien Tronchon  | FRA    | Decathlon AG2R La Mondiale Team | "                      |
| 10.   | Patrick Konrad    | AUT    | Lidl-Trek                       | + 0:15 min             |

| Platz | Fahrer            | Nation | Team                            | Zeit       |
| ----- | ----------------- | ------ | ------------------------------- | ---------- |
| 01.   | Jhonatan Narváez  | ECU    | UAE Team Emirates-XRG           | 17:26:02 h |
| 02.   | Javier Romo       | ESP    | Movistar Team                   | + 0:09 min |
| 03.   | Finn Fisher-Black | NZL    | Red Bull-Bora-hansgrohe         | + 0:12 min |
| 04.   | Oscar Onley       | GBR    | Team Picnic PostNL              | + 0:15 min |
| 05.   | Bastien Tronchon  | FRA    | Decathlon AG2R La Mondiale Team | + 0:24 min |
| 06.   | Lucas Plapp       | AUS    | Team Jayco AlUla                | "          |
| 07.   | Magnus Sheffield  | USA    | Ineos Grenadiers                | + 0:27 min |
| 08.   | Thomas Gloag      | GBR    | Team Visma-Lease a Bike         | "          |
| 09.   | Patrick Konrad    | AUT    | Lidl-Trek                       | + 0:31 min |
| 10.   | Michael Woods     | CAN    | Israel-Premier Tech             | + 0:47 min |

### Etappe 6: Adelaide – Adelaide (90km)
Die sechste und letzte Etappe wurde auf einem Rundkurs im Zentrum von Adelaide ausgetragen. Dieser war 4,5 Kilometer lang und musste 20 Mal absolviert werden. Start und Ziel befand sich auf der King William Road vor dem Torrens Parade Ground. An der Kreuzung mit der North Terrace folgte eine Wende, ehe die Gegenfahrbahn der King William Road in Richtung Norden befahren wurde. Vorbei am Parliament House und Adelaide Festival Centre ging es zur Adelaide Bridge, über die die Fahrer den River Torrens querten. Nun bog die Strecke links auf den War Memorial Drive ab und umrundete im Anschluss über die Montefiore Road und Pennington Terrace das Adelaide Oval. Im Anschluss wurde die King William Road gekreuzt und es ging auf der Sir Edwin Smith Avenue zum nördlichsten Punkt des Rundkurses. Nach einer scharfen Rechtskurve ging es über die Frome Road und den War Memorial Drive zurück zur Adelaide Bridge, die auf der rund 300 Meter langen Zielgeraden lag. Bei den Runden vier und zwölf wurde bei den Kilometermarken 18 und 54 jeweils ein Zwischensprint ausgefahren. Wo sich mit Casper Pedersen (Soudal Quick-Step), Kelland O’Brien (Jayco AlUla) und Damien Howson (Australien) die drei Ausreißer die Zeitbonifikationen sicherten. Zusätzlich wird auf der Montefiore Road bei den Kilometermarken 38 und 72 (Rund 8 bzw. 16) mit dem Montefiore Hill jeweils eine Bergwertung der 3. Kategorie abgenommen. Auch hier setzten sich die Ausreißer durch, ehe es zu einem Massensprint kam.
| Platz | Fahrer                  | Nation | Team                    | Zeit                   |
| ----- | ----------------------- | ------ | ----------------------- | ---------------------- |
| 01.   | Sam Welsford            | AUS    | Red Bull-Bora-hansgrohe | 1:53:14 h (47,68 km/h) |
| 02.   | Bryan Coquard           | FRA    | Cofidis                 | "                      |
| 03.   | Phil Bauhaus            | GER    | Bahrain Victorious      | "                      |
| 04.   | Rui Oliveira            | POR    | UAE Team Emirates-XRG   | "                      |
| 05.   | Danny van Poppel        | NED    | Red Bull-Bora-hansgrohe | "                      |
| 06.   | Henri Uhlig             | GER    | Alpecin-Deceuninck      | "                      |
| 07.   | Tobias Lund Andresen    | DEN    | Team Picnic PostNL      | "                      |
| 08.   | Tim Torn Teutenberg     | GER    | Lidl-Trek               | "                      |
| 09.   | Matthew Walls           | GBR    | Groupama-FDJ            | "                      |
| 10.   | Andrea Raccagni Noviero | ITA    | Soudal Quick-Step       | "                      |

| Platz | Fahrer            | Nation | Team                            | Zeit       |
| ----- | ----------------- | ------ | ------------------------------- | ---------- |
| 01.   | Jhonatan Narváez  | ECU    | UAE Team Emirates-XRG           | 19:19:16 h |
| 02.   | Javier Romo       | ESP    | Movistar Team                   | + 0:09 min |
| 03.   | Finn Fisher-Black | NZL    | Red Bull-Bora-hansgrohe         | + 0:12 min |
| 04.   | Oscar Onley       | GBR    | Team Picnic PostNL              | + 0:15 min |
| 05.   | Bastien Tronchon  | FRA    | Decathlon AG2R La Mondiale Team | + 0:24 min |
| 06.   | Lucas Plapp       | AUS    | Team Jayco AlUla                | "          |
| 07.   | Magnus Sheffield  | USA    | Ineos Grenadiers                | + 0:27 min |
| 08.   | Thomas Gloag      | GBR    | Team Visma-Lease a Bike         | "          |
| 09.   | Patrick Konrad    | AUT    | Lidl-Trek                       | + 0:31 min |
| 10.   | Michael Woods     | CAN    | Israel-Premier Tech             | + 0:47 min |

## Vergabe der UCI-Punkte
Die Tour Down Under ist Teil der UCI WorldTour 2025. Während des Rennens wurden UCI-Punkte vergeben, die sich auf die Platzierung der Fahrer und Mannschaften im UCI Ranking auswirkten. Die Punktevergabe erfolgte nach folgendem Schlüssel:
| Platzierung    | 1.  | 2.  | 3.  | 4.  | 5.  | 6.  | 7.  | 8.  | 9.  | 10. | Anmerkung                               |
| -------------- | --- | --- | --- | --- | --- | --- | --- | --- | --- | --- | --------------------------------------- |
| Gesamtwertung  | 500 | 400 | 325 | 275 | 225 | 175 | 150 | 125 | 100 | 85  | gestaffelt bis zum 60. Platz (3 Punkte) |
| Punktewertung  | 10  | —   | —   | —   | —   | —   | —   | —   | —   | —   |                                         |
| Bergwertung    | 10  | —   | —   | —   | —   | —   | —   | —   | —   | —   |                                         |
| Etappenwertung | 60  | 40  | 30  | 25  | 20  | 15  | 10  | 8   | 5   | 2   |                                         |
| Führung        | 10  | —   | —   | —   | —   | —   | —   | —   | —   | —   | Gesamtführender nach jeder Etappe       |

## Wertungen im Verlauf
| Etappe         | Etappensieger    | Gesamtwertung    | Punktewertung | Bergwertung     | Nachwuchswertung | Teamwertung        |
| -------------- | ---------------- | ---------------- | ------------- | --------------- | ---------------- | ------------------ |
| 1              | Sam Welsford     | Sam Welsford     | Sam Welsford  | Fergus Browning | Matthew Brennan  | Alpecin-Deceuninck |
| 2              | Sam Welsford     | Sam Welsford     | Sam Welsford  | Fergus Browning | Matthew Brennan  | Alpecin-Deceuninck |
| 3              | Javier Romo      | Javier Romo      | Sam Welsford  | Fergus Browning | Albert Philipsen | Lidl-Trek          |
| 4              | Bryan Coquard    | Javier Romo      | Sam Welsford  | Fergus Browning | Albert Philipsen | Lidl-Trek          |
| 5              | Jhonatan Narváez | Jhonatan Narváez | Sam Welsford  | Fergus Browning | Albert Philipsen | Lidl-Trek          |
| 6              | Sam Welsford     | Jhonatan Narváez | Sam Welsford  | Fergus Browning | Albert Philipsen | Lidl-Trek          |
| Wertungssieger | Wertungssieger   | Jhonatan Narváez | Sam Welsford  | Fergus Browning | Albert Philipsen | Lidl-Trek          |